# Герб Кропивницького району
Герб Кропивни́цького райо́ну — один з офіційних символів Кропивни́цького району Кіровоградської області. Затверджений рішенням XVI сесії Кропивницької районної ради XXIV скликання від 17 серпня 2004 року № 173. Автори проекту — В. Кривенко, К. Шляховий.

## Опис
|  | У червоному полі срібна перекинута кроква, над нею — золоте сонячне коло із золотим ротором у центрі; внизу обабіч - по золотому лапчастому хресту. |

## Символіка герба
Кропивницький район оточує адміністративний центр — місто Кропивницький. Це історична земля, де знайдено сліди різних цивілізацій, починаючи з доби неоліту, бронзового періоду, скіфської, сарматської, черняхівської культур. За козацьких часів ці землі входили до Вольностей Війська Запорозького, пізніше — до Новосербських військово-господарчих поселень та інших адміністративних утворень.
Економіка району — сільськогосподарсько-промислова.
Сонце в гербі є символом світло та тепла, позитивної енергії, життєвої сили то величі, знаком знань то інтелекту, а розташований у центрі сонця символ гірничодобувної промисловості характеризує найпотужніший напрям зайнятості населення.
Срібна кроква представляє дві основні річки на цій території — Інгул і Сугоклею, золоті хрести нагадують про козацьке минуле краю — саме такими фігурами позначалася військова звитяга в козацьких старшинських гербах, зокрема, такі хрести були в гербі Василя Капніста, полковника Миргородського полку, козаки якого першими заселили територію майбутнього Кропивницького району.